# Cardaillac
Cardaillac es una comuna francesa del departamento del Lot en la región de Mediodía-Pirineos.
Se encuentra a 9 km al noroeste de Figeac, en el límite de la región agrícola del Limargue y la geológica del Ségala. Cuenta con un amplio patrimonio medieval lo que le ha valido ser incluida en la categoría de les plus beaux villages de France.